# Johannes Hendrik Veldhuijzen

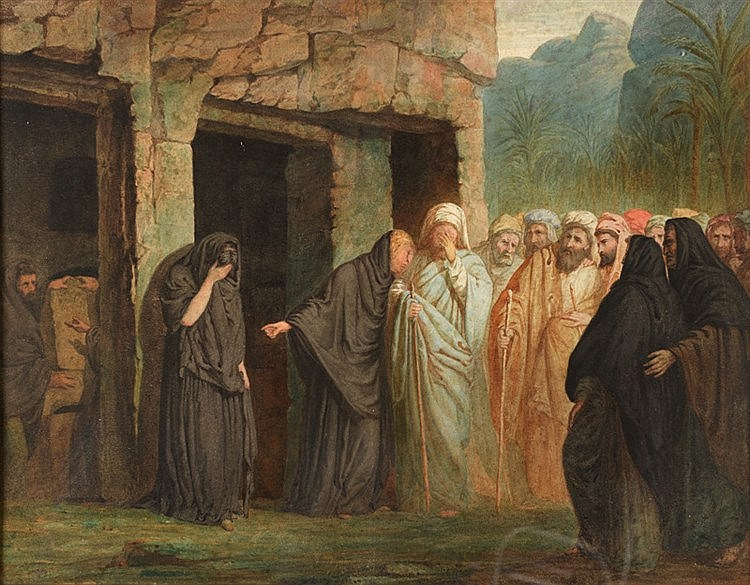
Das Beweinen

Johannes Hendrik Veldhuijzen (* 23. Oktober 1831 in Amsterdam; † 12. August 1910 ebenda) war ein niederländischer Genre- und Porträtmaler sowie Lithograf.
Johannes Hendrik Veldhuijzen wurde von seinem Vater, dem Kunstmaler Pieter Veldhuijzen ausgebildet.
Als freischaffender Künstler war er das ganze Leben lang in Amsterdam tätig.
Zu seinen Schülern gehörten Theo Hanrath, Geo Poggenbeek sowie die Zwillingsbrüder David Oyens und Pieter Oyens.
Er zeigte seine Werke auf den Ausstellungen: von 1853 bis 1879 in Amsterdam und Den Haag, 1855 und 1863 in Leeuwarden und 1881 in Zutphen. Seine Gemälde befinden sich in den Sammlungen des Rijksmuseum Amsterdam.